# زمین سخت

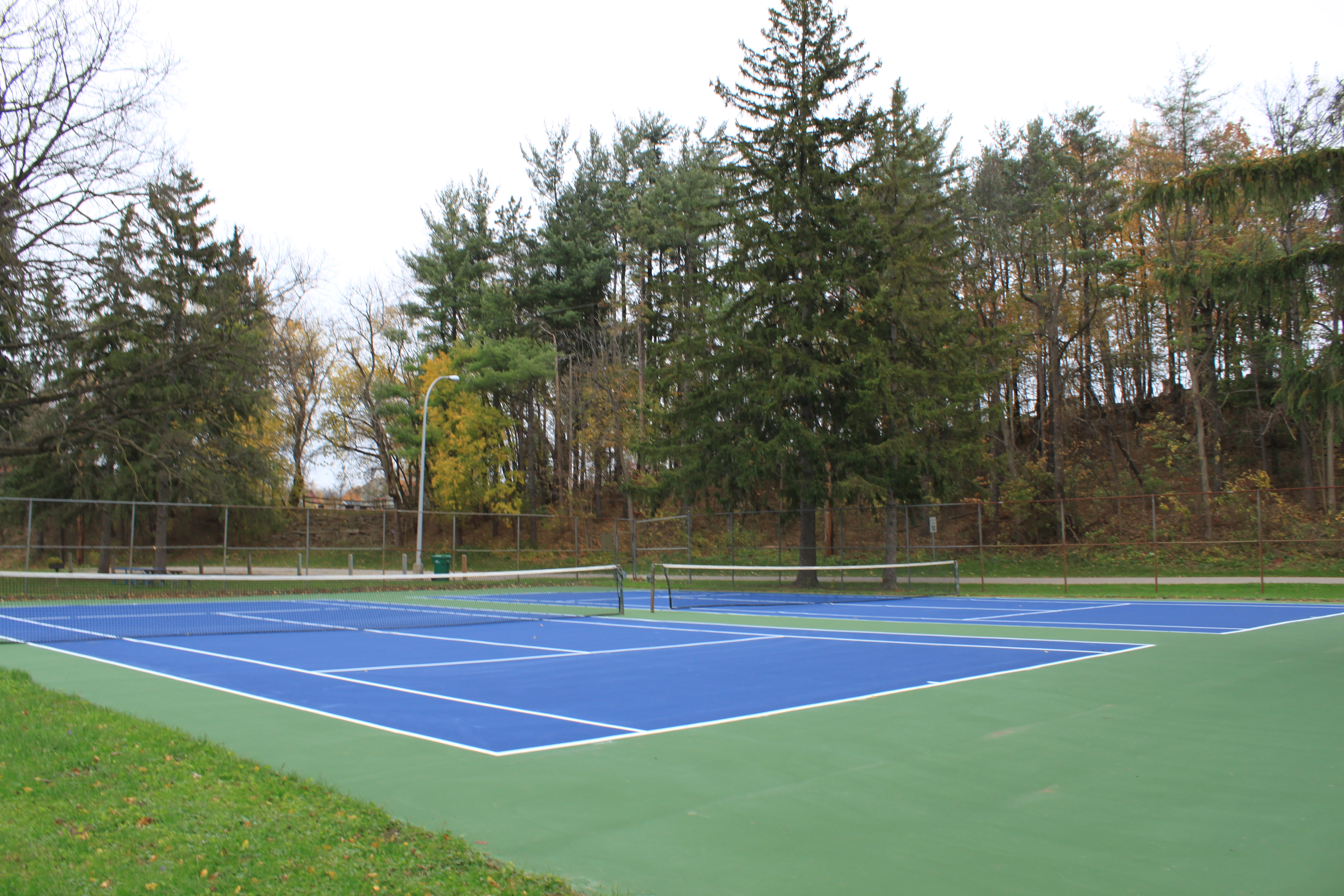
زمین تنیس، کرتیس پارک، سالین، میشیگان

هاردکورت (یا زمین سخت) سطح یا زمینی است که روی آن یک ورزش انجام می‌شود که معمولاً به زمین‌های تنیس مربوط می‌شود. معمولاً از مواد سفت و سخت مانند آسفالت یا بتن ساخته می‌شود و با رزین‌های اکریلیک پوشانده می‌شود تا سطح را ببندد و خطوط بازی را علامت‌گذاری کند و در عین حال مقداری بالشتک ایجاد کند. از لحاظ تاریخی، سطوح چوب سخت نیز در محیط‌های داخلی مورد استفاده قرار می‌گرفتند، شبیه به زمین بسکتبال سرپوشیده، اما اکنون این سطوح نادر هستند.

## تنیس

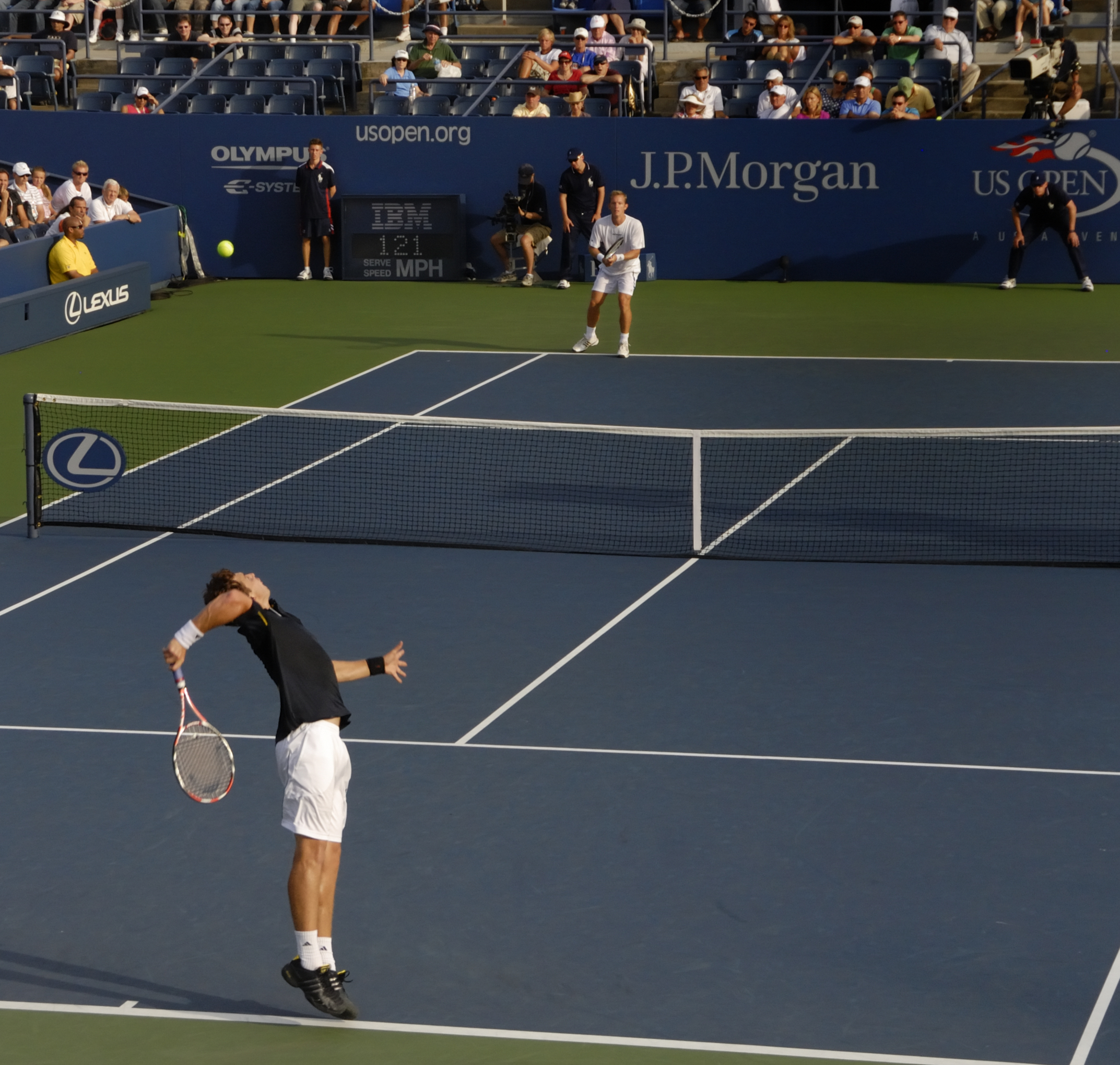
U.S open سال ۲۰۰۸

زمین‌های سخت تنیس از لایه‌های مصنوعی/آکریلیک در بالای پایه‌های بتنی یا آسفالتی ساخته شده‌اند و می‌توانند رنگ‌های متفاوتی داشته باشند. این زمین‌ها تمایل دارند با سرعت متوسط تا تند بازی کنند، زیرا مانند زمین‌های چمن جذب انرژی کمی در زمین وجود دارد، اما برخلاف زمین‌های خاکی. توپ تمایل به بالا پریدن دارد و بازیکنان می‌توانند انواع مختلفی از چرخش را در طول بازی اعمال کنند. توپ‌های مسطح در زمین‌های سخت به دلیل سبک بازی بسیار سریع مورد علاقه هستند. سرعت ریباند پس از پرش توپ‌های تنیس در زمین‌های سخت با میزان شن و ماسه در لایه مصنوعی/اکریلیک قرار گرفته در بالای پایه آسفالت تعیین می‌شود. ماسه بیشتر به دلیل اصطکاک بیشتر باعث جهش کندتر می‌شود.
از تورنمنت‌های گرند اسلم، اوپن آمریکا و اوپن استرالیا در حال حاضر از زمین‌های سخت استفاده می‌کنند و این نوع سطح غالب در تورهای حرفه‌ای است.

### نگهداری
روش‌های تعمیر و نگهداری هاردکورت متعددی وجود دارد که معمولاً برای حفظ این امکانات در بهترین شرایط استفاده می‌شود. برخی از این موارد عبارتند از: جارو زدن، شستشوی تحت فشار با محلول تمیزکننده و اعمال درمان‌های شیمیایی برای جلوگیری از رشد خزه و جلبک. رنگ ضد لغزش نیز روی زمین‌های سخت اعمال می‌شود تا کیفیت بازی بهتری را ارائه دهد که ایمنی و عملکرد بازیکن را افزایش می‌دهد.